# Brian London
Brian London (* 19. Juni 1934 in Blackpool, England; † 23. Juni 2021) war ein britischer Boxer.

## Werdegang
Brian London wurde nach kurzer Amateurzeit schon mit 19 Jahren Berufsboxer. Er bestritt seinen ersten Kampf am 22. März 1955 in London gegen Dennis Lockton und gewann durch TKO in der 1. Runde. Brian London kämpfte während seiner ganzen Karriere als Schwergewichtler und wog zu seinen besten Zeiten ca. 93 kg. Die ersten zwölf Kämpfe in seiner Laufbahn, die er alle gewann, bestritt er alle in England. Unter den von ihm besiegten Boxern waren Eugene Robert, der belgische Meister und Jim Cooper, der Bruder von Henry Cooper, mit dem er sich in den nächsten Jahren noch einige harte Kämpfe liefern sollte.
Sein erster Auslandsstart führte Brian London am 7. Juli 1962 nach Brescia in Italien. Er kämpfte dort gegen den ehemaligen Europameister im Halbschwergewicht Sante Amonti und verlor über 10 Runden nach Punkten. Nach drei Siegen über die gewiss nicht schlechten Howard King, Von Clay und Tom McNeeley akzeptierte Brian London ein Angebot des Ex-Weltmeisters Ingemar Johansson aus Schweden für einen Kampf in Stockholm. Dieser Kampf fand am 21. April 1963 statt. Brian London ging dabei mit Ingemar Johansson über die volle Distanz von 12 Runden, unterlag aber nach Punkten.
Am 24. Februar 1964 bekam Brian London die Chance in Manchester gegen Henry Cooper um den vakanten Europameistertitel im Schwergewicht zu boxen. Gleichzeitig ging es in diesem Kampf um die britische Meisterschaft und um den British Empire Heavyweight Title. London und Cooper lieferten sich einen verbissenen Kampf, den Cooper nach 15 Runden knapp nach Punkten gewann.
Nachdem Brian London danach einige sehr starke Gegner bezwungen hatte, gelang ihm am 21. Juni 1966 in Liverpool auch ein Sieg über den US-Amerikaner Amos Johnson. Daraufhin erhielt Brian London die Gelegenheit, am 8. August 1966 in der Earls Court Arena zu London gegen Muhammad Ali um die Weltmeisterschaft zu boxen. Muhammad Ali war damals auf dem Zenit seiner Laufbahn und bezwang Brian London durch K. o. in der 3. Runde. Brian London erklärte trotzdem Jahre später, es sei für ihn die größte Ehre seiner Sportlerlaufbahn gewesen, gegen Muhammad Ali um die Weltmeisterschaft boxen zu dürfen.
Nach diesem Kampf bekam die Laufbahn von Brian London einen deutlichen Knick nach unten. Er verlor in den nächsten Jahren mehr Kämpfe als er gewann. Allerdings muss festgehalten werden, dass er sich vor keinem Gegner scheute und alle, auch die schwersten Gegner akzeptierte. Er siegte in jenen Jahren u. a. noch über Willy Schagen aus den Niederlanden, Kitione Lave aus Tonga, Joe Erskine und Peter Bates aus England und Pete Rademacher, Zora Folley u. Willie Pastrano aus den USA. Niederlagen musste er von seinen Landsleuten Henry Cooper, Jack Bodell und Dick Richardson sowie von Heinz Neuhaus aus Deutschland, Niño Valdés aus Kuba, Jerry Quarry und Eddie Machen aus den USA einstecken. Nach einer TKO-Niederlage in der 5. Runde gegen seinen jungen Landsmann Joe Bugner am 12. Mai 1970 in London beendete er seine Profilaufbahn.
Nach dem Ende seiner Boxerlaufbahn wurde Brian London ein erfolgreicher Geschäftsmann. Er betrieb zeitweise sieben Nachtclubs. Er war verheiratet und wohnte bis zuletzt in Blackpool.
Meisterschaftskämpfe
- 6. Juni 1958, K.-o.-Sieg in der 8. Runde über Joe Erskine um die britische Meisterschaft im Schwergewicht und um den British Empire Heavyweight Title,
- 12. Januar 1959, Punktniederlage gegen Henry Cooper um die britische Meisterschaft im Schwergewicht und um den British Empire Heavyweight Title,
- 24. Februar 1964, Punktniederlage gegen Henry Cooper um die Europameisterschaft und die britische Meisterschaft im Schwergewicht und um den British Empire Heavyweight Title,
- 6. August 1966, K.-o.-Niederlage in der 3. Runde gegen Muhammad Ali im Kampf um die Weltmeisterschaft im Schwergewicht